# 根府川温泉
根府川温泉（ねぶかわおんせん）は、神奈川県小田原市（旧国相模国）にある温泉。

## 泉質
- 単純温泉
- 炭酸泉

## 温泉街
3軒のホテル、旅館が存在する。うち一軒はかつて雇用・能力開発機構が保有し、その後小田原市に売却後、ヒルトンが運営委託を受けているヒルトン小田原リゾート&スパ。

## アクセス
- 鉄道：東海道本線根府川駅下車徒歩約15分。